# Provincia de Las Palmas
Las Palmas es una provincia española que abarca la parte oriental de la comunidad autónoma de Canarias. A ella se adscriben las islas de Fuerteventura, Gran Canaria, Lanzarote y La Graciosa, junto con los islotes deshabitados de Lobos, Alegranza, Montaña Clara, Roque del Este y Roque del Oeste. Tiene 4066 km² de superficie, contando con 1 129 395 habitantes (2022), siendo la provincia más poblada de Canarias y la decimotercera de España.
La capital de la provincia es la ciudad de Las Palmas de Gran Canaria, en la isla de Gran Canaria, ciudad con la mayor población y densidad de población de Canarias, y la 9.ª de España por número de habitantes. Además, su área metropolitana ocupa una población de más de 700 000 habitantes, por lo que es la mayor en Canarias. Las Palmas de Gran Canaria es también capital de la comunidad autónoma de Canarias junto con Santa Cruz de Tenerife.

## Historia
La provincia surgió en 1927 cuando la provincia de Canarias (con capital en Santa Cruz de Tenerife) se divididió en las provincias deː Las Palmas y de Santa Cruz de Tenerife.
La provincia recibió el nombre de su capital, pero al cambiar años más tarde el nombre de la ciudad por el actual de Las Palmas de Gran Canaria, se perdió la homonimia entre provincia y capital, puesto que la provincia continuó llamándose Las Palmas a secas.

## Toponimia
No existe un gentilicio común para los habitantes de la provincia, utilizándose gentilicios propios para cada isla. Así los habitantes de Gran Canaria se les denomina «grancanarios» y coloquialmente «canariones»; a los de Fuerteventura, «majoreros»; y a los de Lanzarote, «lanzaroteños» o «conejeros». Por su parte, los habitantes de La Graciosa son conocidos como «gracioseros».
Las islas que integran la provincia de Las Palmas suelen ser comúnmente denominadas «islas orientales», para diferenciarlas de las islas de la provincia de Santa Cruz de Tenerife, denominadas «islas occidentales» por su situación geográfica al oeste de esta provincia. En ocasiones, también se ha utilizado para la provincia de Las Palmas la denominación de «islas canarienses», aunque esta denominación surge por influencia de la diócesis católica de esta provincia, llamada Diócesis Canariense o Diócesis Canariense-Rubicense. En este sentido, la provincia de Santa Cruz de Tenerife por su parte se denomina como «islas nivarienses», también por el nombre de su diócesis.

## Geografía

### Naturaleza
La provincia de Las Palmas cuenta con un parque nacional, el de Timanfaya en Lanzarote, así como numerosos parques y reservas naturales. Tales son la Reserva Natural de Inagua, en Gran Canaria, o el archipiélago Chinijo, entre muchos otros.
Todas las islas de esta provincia han sido declaradas por la UNESCO Reservas de la Biosfera.
Algunos monumentos naturales de la provincia son la península de Jandía, todos y cada uno de los islotes (Alegranza, montaña Clara, Roque del Este, Roque del Oeste e isla de Lobos), la isla de La Graciosa, la península de La Isleta, el Dedo de Dios, el Roque Nublo, la playa y riscos de Famara, el Roque Bentayga, etc.

## Administración y política
A diferencia de la mayoría de las provincias de España, la provincia de Las Palmas (al igual que la de Santa Cruz de Tenerife) carece de órgano administrativo común para toda la provincia. Las competencias que normalmente ostentan las Diputaciones Provinciales se las reparten entre el Gobierno de Canarias y los Cabildos Insulares. El Boletín Oficial de la Provincia de Las Palmas es editado por el Gobierno de Canarias.

## Demografía
La población de la provincia de Las Palmas es de 1 140 258 (INE 2023). Por islas, la más habitada es Gran Canaria con 855 521 habitantes, seguida de Lanzarote con 155 812 y Fuerteventura con 119 732.
Si nos centramos en la densidad de población se observa como la zona más poblada es la costa noroccidental de la isla de Gran Canaria, donde se encuentra la capital de la provincia, Las Palmas de Gran Canaria, con 378 797 habitantes.
En cuanto al crecimiento de la población, la isla que más crece en los últimos 20 años en Fuerteventura, con un 131,08 %, pasando de 49 020 en 1998 a 113 275 en 2018. Le sigue la isla de Lanzarote, con un crecimiento de un 75,82 % y por último Gran Canaria con un crecimiento de 18,26 %.
Los municipios más beneficiados del crecimiento de población son los situados en Fuerteventura, seguidos por el sur de Lanzarote y la costa suroccidental de Gran Canaria.
| Municipio                           | Población (2022) | Superficie (km²) | Densidad (hab./km²) |
| ----------------------------------- | ---------------- | ---------------- | ------------------- |
| Agaete                              | 5633             | 45,5             | 123,80              |
| Agüimes                             | 32 067           | 79,28            | 440,47              |
| Antigua                             | 12 940           | 250,57           | 51,64               |
| Arrecife                            | 63 750           | 22,72            | 2805,90             |
| Artenara                            | 1030             | 66,7             | 15,44               |
| Arucas                              | 38 369           | 33,01            | 1162,34             |
| Betancuria                          | 789              | 103,64           | 7,61                |
| Firgas                              | 7581             | 15,77            | 480,72              |
| Gáldar                              | 24 567           | 61,59            | 398,88              |
| Haría                               | 5382             | 106,59           | 50,49               |
| Ingenio                             | 31 932           | 38,15            | 837,01              |
| Mogán                               | 20 331           | 172,43           | 117,90              |
| Moya                                | 7870             | 31,87            | 246,94              |
| La Oliva                            | 27 945           | 356,13           | 78,46               |
| Pájara                              | 20 751           | 383,52           | 54,10               |
| Las Palmas de Gran Canaria          | 378 797          | 100,5            | 3765,14             |
| Puerto del Rosario                  | 42 024           | 289,95           | 114,93              |
| San Bartolomé                       | 18 989           | 40,89            | 464,39              |
| San Bartolomé de Tirajana           | 52 936           | 333,13           | 158,90              |
| La Aldea de San Nicolás             | 7536             | 123,58           | 60,98               |
| Santa Brígida                       | 18 341           | 23,81            | 770,30              |
| Santa Lucía de Tirajana             | 74 560           | 61,56            | 1211,17             |
| Santa María de Guía de Gran Canaria | 13 838           | 42,59            | 324,91              |
| Teguise                             | 23 411           | 263,98           | 88,68               |
| Tejeda                              | 1813             | 103,29           | 17,55               |
| Telde                               | 102 472          | 102,43           | 1000,41             |
| Teror                               | 12 667           | 25,7             | 492,87              |
| Tías                                | 21 083           | 64,61            | 326,31              |
| Tinajo                              | 6573             | 135,28           | 48,58               |
| Tuineje                             | 15 572           | 275,94           | 56,43               |
| Valsequillo de Gran Canaria         | 9490             | 39,15            | 242,40              |
| Valleseco                           | 3750             | 22,11            | 169,60              |
| Vega de San Mateo                   | 7682             | 37,89            | 202,74              |
| Yaiza                               | 16 924           | 211,84           | 79,89               |

La provincia de Las Palmas es la 15.ª de España en que existe un mayor porcentaje de habitantes concentrados en su capital (34,13 %, frente a 31,96 % del conjunto de España).

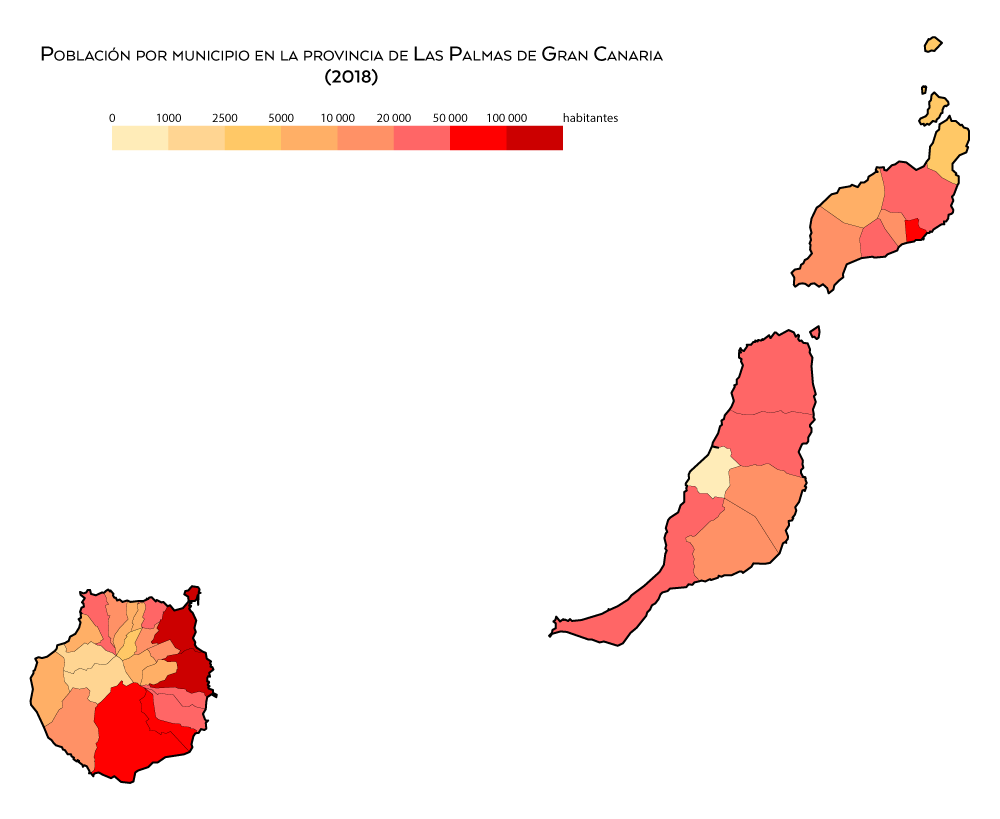
Población por municipio en la provincia de Las Palmas
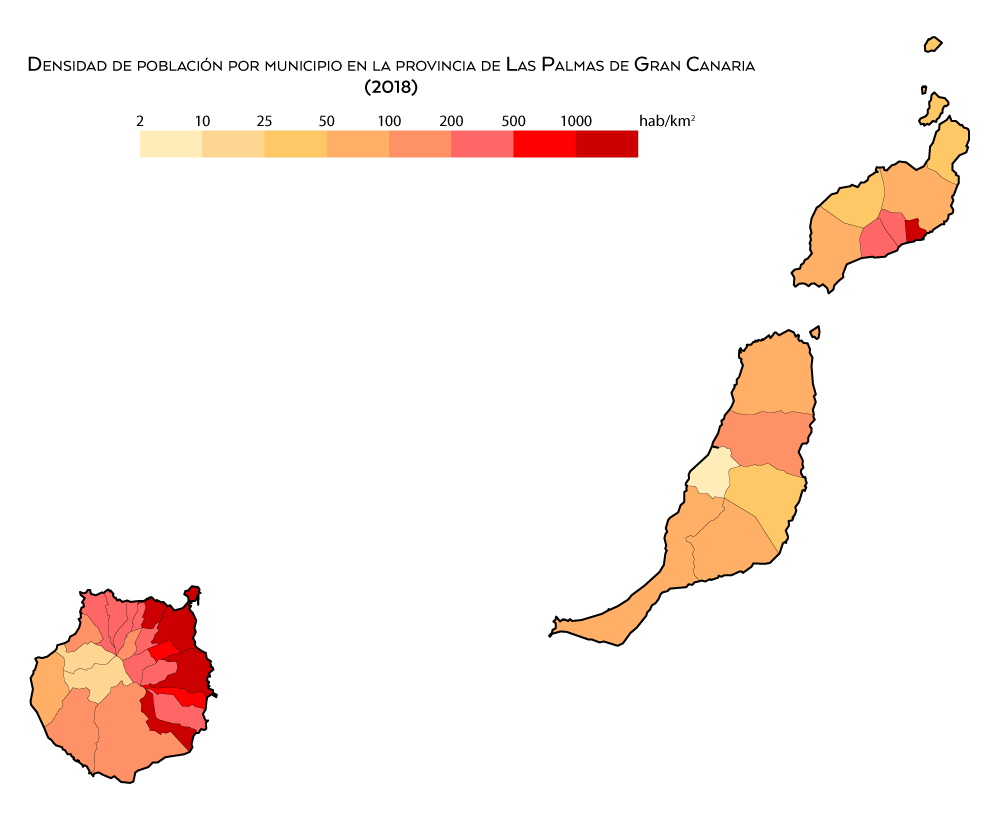
Densidad de población por municipio en la provincia de Las Palmas
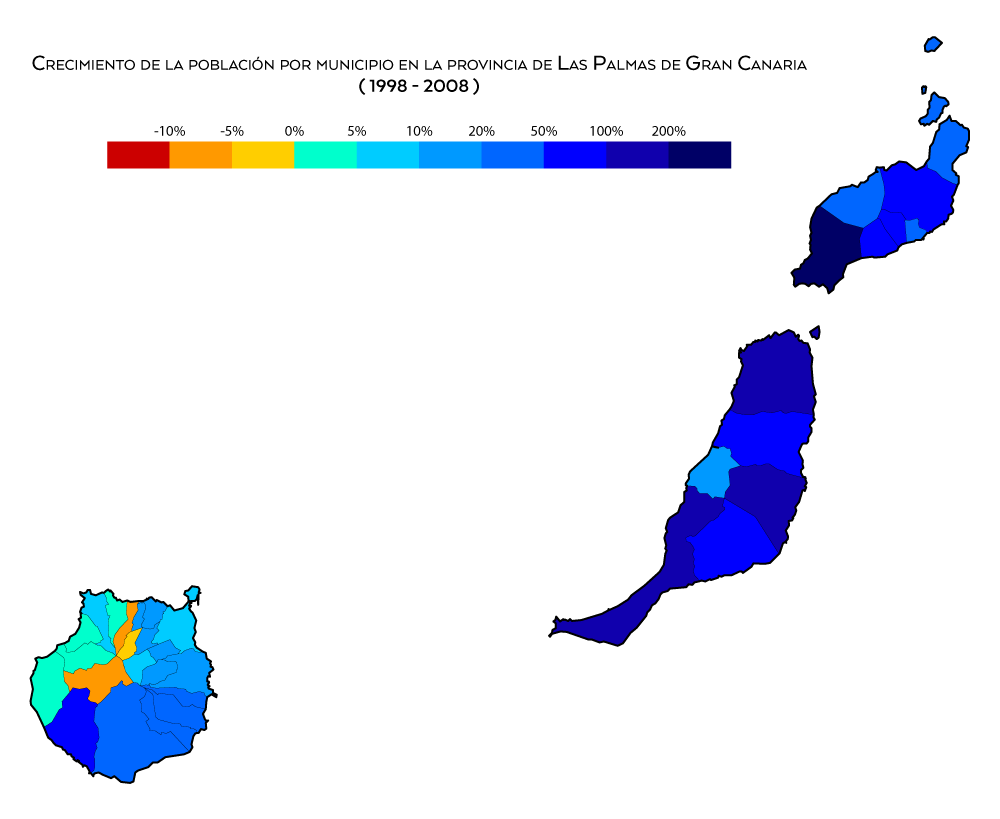
Crecimiento de la población por municipio entre 1998 y 2008
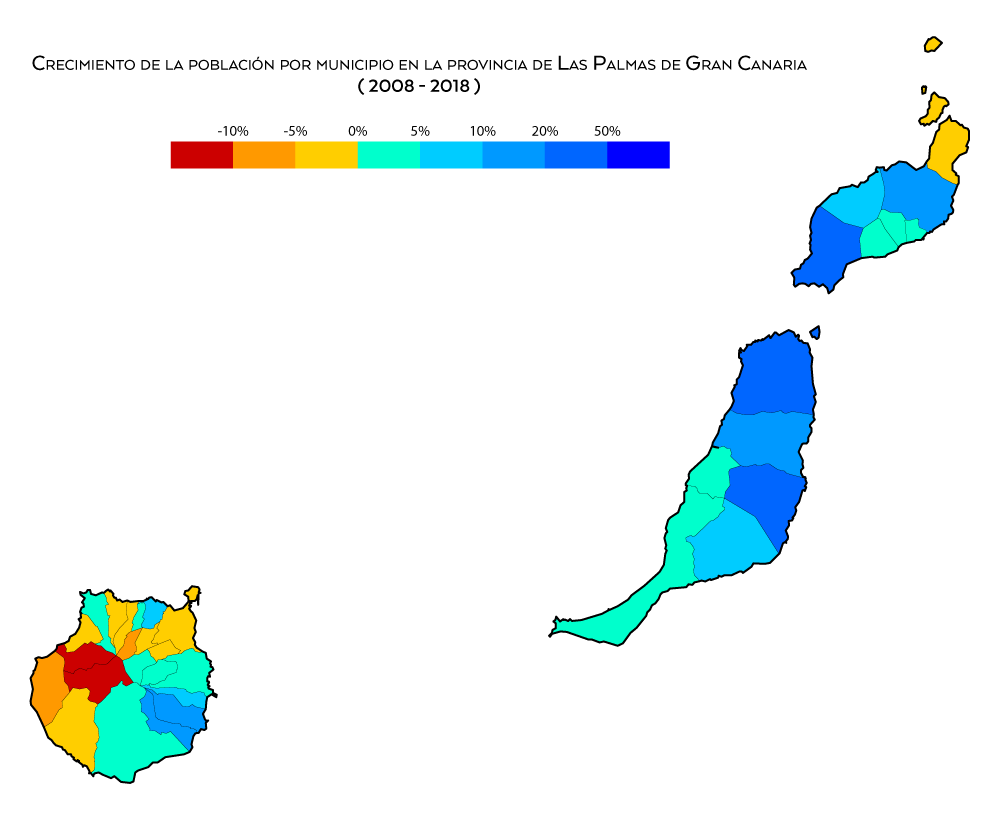
Crecimiento de la población por municipio entre 2008 y 2018